# Hermann Thierfelder
Hermann Thierfelder (* 5. November 1900 in Charlottenburg; † 28. Januar 1962 in Stuttgart) war ein deutscher Jurist und Politiker.

## Leben
Als Sohn des Medizinprofessors und Chefarztes Hans Thierfelder geboren, studierte Thierfelder nach dem Besuch des Gymnasiums in Tübingen Rechtswissenschaften in Tübingen und München. Während seines Studiums wurde er 1918 Mitglied der Tübinger Burschenschaft Derendingia. 1925 wurde er zum Dr. iur. promoviert. 1928 war er Regierungsrat am Oberamt Kirchheim, dann kurzzeitig in Wangen. Darauf folgte bis 1931 eine Tätigkeit in der Ministerialabteilung für das Hochbauwesen. Zum 1. Mai 1931 trat er der NSDAP bei. 1934 hatte er eine Vertretungsprofessur für Strafrecht an der Christian-Albrechts-Universität Kiel inne. 1934 bis 1938 war er Landrat des Oberamtes Besigheim, 1938 Landrat des Kreises Ludwigsburg. 1945 bis 1946 war er von den US-Behörden interniert, wurde dann aber als Mitläufer entnazifiziert entlassen. Danach war er im württembergischen Innenministerium 1948 als Regierungsrat, 1949 als Oberregierungsrat und 1950 als Regierungsdirektor sowie als persönlicher Referent des Ministerialdirektors tätig. 1950 wurde er Regierungsdirektor und 1952 Ministerialrat im Innenministerium von Baden-Württemberg. 1961 erhielt er einen Lehrauftrag an der Verwaltungshochschule Speyer.

## Veröffentlichungen
- Der Staatsgerichtshof des Freistaats Württemberg. Dissertation, Universität Tübingen, 1925.
- Die Aufgaben der Gemeinden in Württemberg. Schwenningen 1947.
- Das neue Recht in Württemberg-Baden. 1945–1949. Systematische Übersicht. Stuttgart 1950.